# Amblypodia obscura
Amblypodia obscura är en fjärilsart som beskrevs av William Henry Miskin 1891. Amblypodia obscura ingår i släktet Amblypodia och familjen juvelvingar. Inga underarter finns listade i Catalogue of Life.